# Баладо
Бала́до (індонез. balado) — група страв паданзької кухні, об'єднана загальним способом кулінарної обробки: обсмаженням продуктів спочатку в чистій олії, потім в гостро-пряному фритюрі з олії, подрібненого червоного перцю, різних спецій та прянощів. Найчастіше в такий спосіб готують м'ясо, курятину, рибу і очищені варені яйця. Користується значною популярністю на Суматрі і, меншою мірою, в інших районах Індонезії.
Баладо належить до традиційних методів приготування їжі у суматранського народу мінангкабау, кулінарна практика якого становить основу паданзької кухні — однієї з основних регіональних складових індонезійської кухні. Його рецептура в нинішньому вигляді склалася після широкого поширення на Суматрі червоного перцю, завезеного на Малайський архіпелаг іспанськими і португальськими колонізаторами в XVI—XVII століттях.
Завдяки високій загальнонаціональній популярності паданзької кухні баладо досить добре відоме за межами Суматри: продукти, приготовані цим способом, як правило, складають значну частину асортименту паданзьких забігайлівок та ресторанів, поширених практично по всій території Індонезії. При цьому даний вид кулінарної обробки хоч якось активно не переймається населенням інших регіонів і залишається спеціалістом саме паданзької кухні..

## Приготування та подача

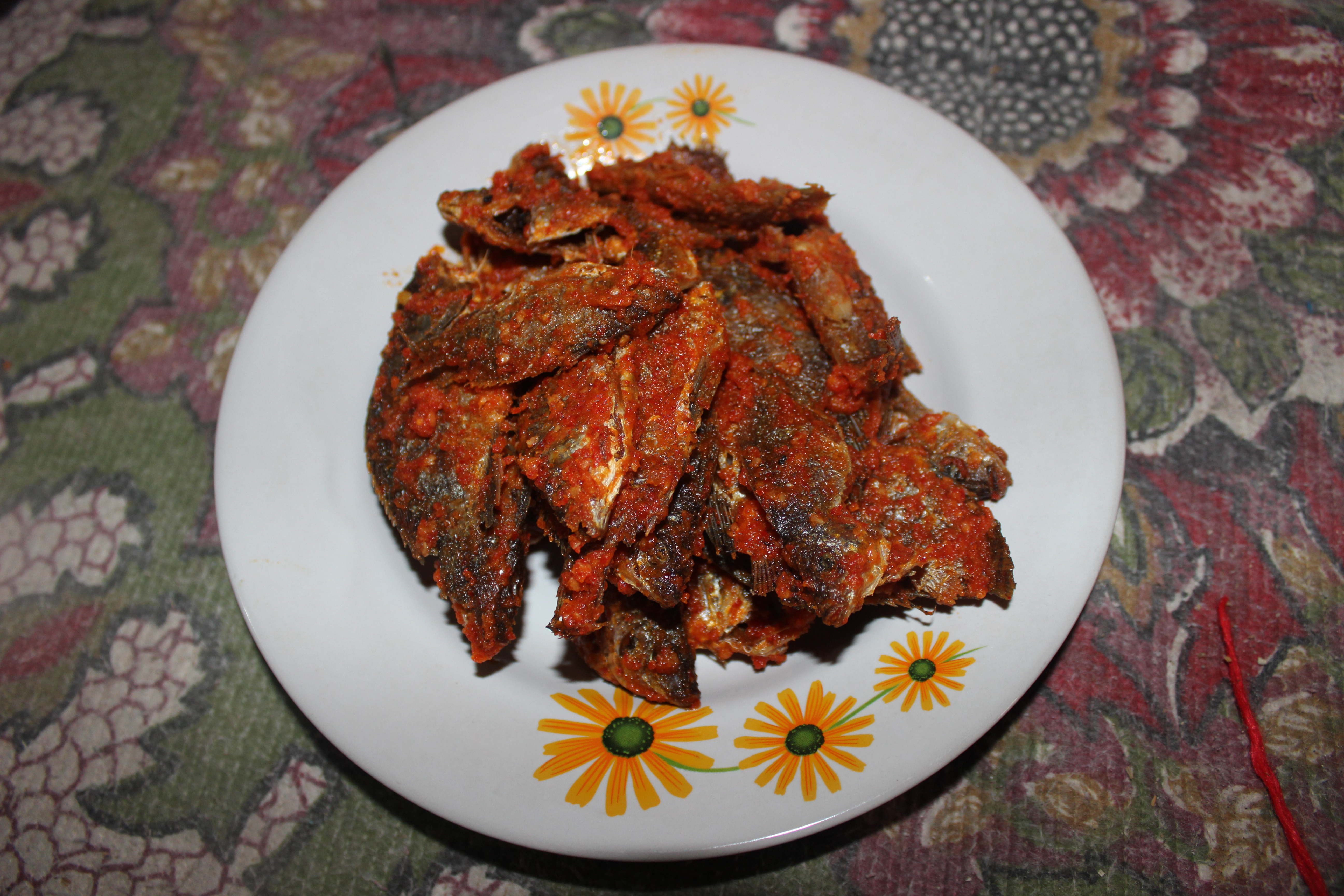
Рибне баладо

Баладо може готуватися з багатьох видів продуктів: з яловичини, баранини, козлятини, риби, курятини, тофу, темпе, овочів — зокрема, баклажанів, шпинату, картоплі, а також варених яєць — курячих або качиних. При цьому воно майже завжди є однокомпонентним - приготування баладо з декількох змішаних продуктів практикується вкрай рідко. М'ясо, курка, велика риба, баклажани та картопля перед обробкою розрізаються на шматки, а яйця очищаються від шкарлупи. М'ясо використовується частіше в сирому вигляді, проте нерідко в хід йде і такий суматранський спеціаліст, як денденг (індонез. dendeng) — тонкі смужки яловичини, схожі з в'яленими джеркі.

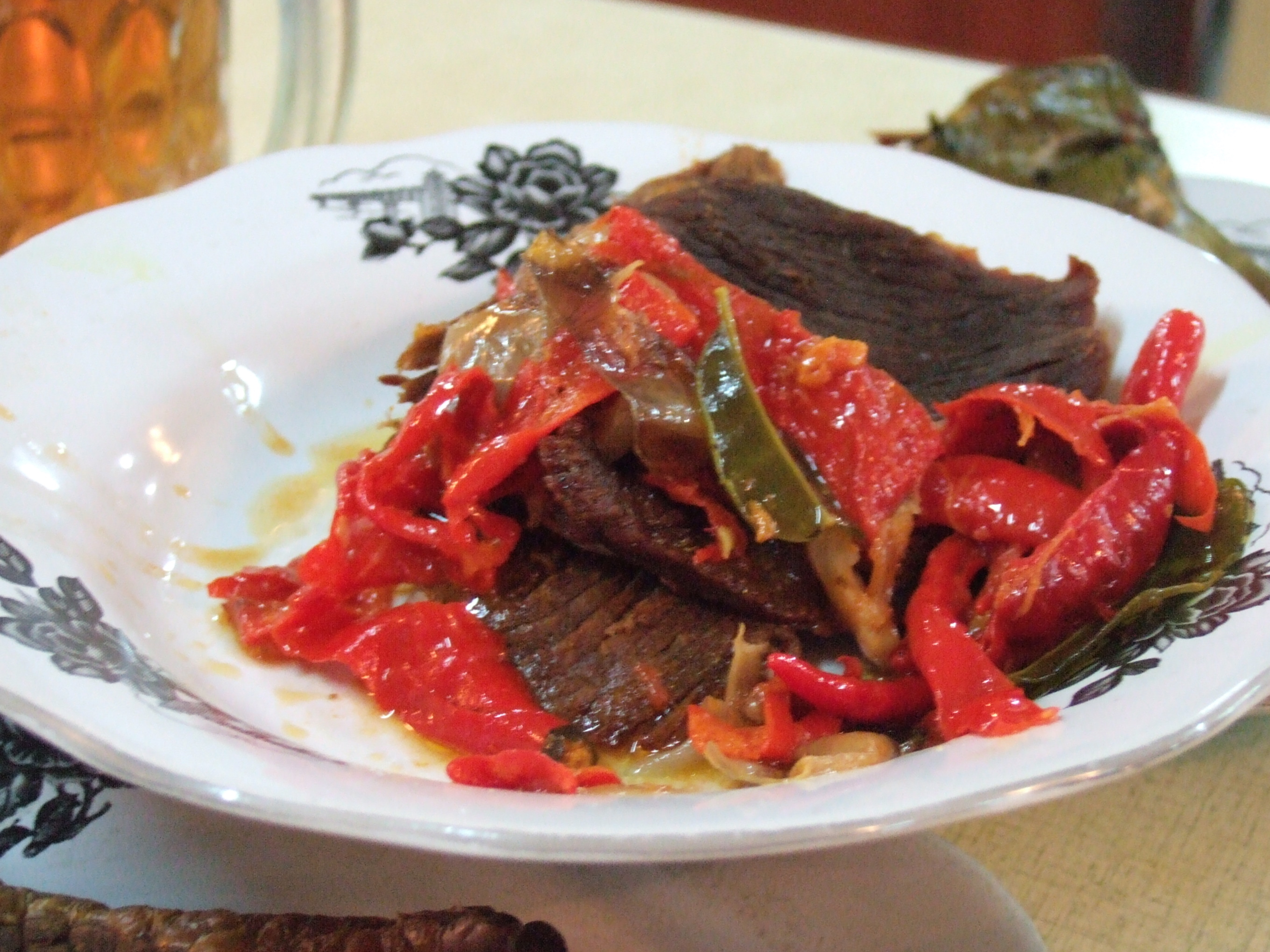
Баладо з в'яленої яловичини — денденга

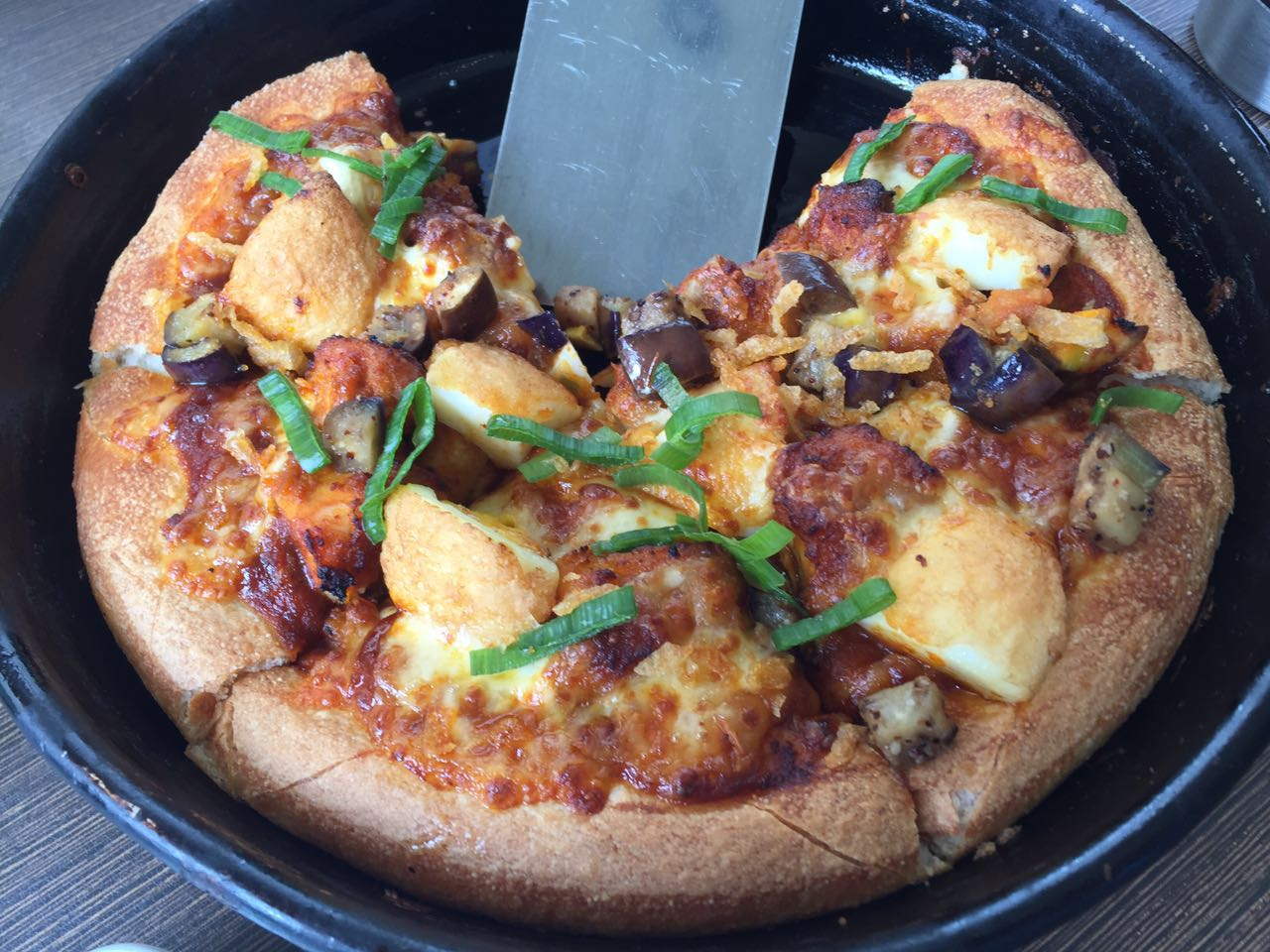
Піца-баладо, Джакарта

Готова страва завжди називається по вихідному продукту, причому слово «баладо» зазвичай служить означенням: «риба-баладо» (індонез. ikan balado), «яйця-баладо» (індонез. telor balado), але може виступати й в ролі означення: «рибне баладо» (індонез. balado ikan).
Загальним для всіх страв цієї групи є дві стадії обсмажування продуктів: спочатку в чистій олії, а потім в особливому гостро-пряному густому фритюрі. На другій стадії до олії, розігрітій на сковороді, додається певний набір інгредієнтів, основним і незмінним серед яких є червоний перець, що розчавлюється в ступі до кашеподібного стану або дрібно нашаткований. Крім нього у фритюр найчастіше додаються так само подрібнені духмяний перець, паприка, часник, цибуля, а також сіль, цукор, куркума, сік та листя лайму, м'якоть томату або тамаринду. У масі, що утворилася, продукти обсмажуються з усіх боків протягом декількох хвилин..
Після смаження продукти, як правило, набувають досить інтенсивного жовтого, помаранчевого або червонувато-коричневого кольору. Зазвичай частина фритюру налипає на них, утворюючи нерівномірну скоринку. Нерідко готова страва заливається залишками фритюру, який в такий спосіб перетворюються на підливку.
Баладо подається як гарячим, так і холодним як основна страва або закуска. Вона є як популярною щоденною стравою, так і незмінним атрибутом святкових застіль. Як і інші страви паданзької кухні, баладо традиційно подається на стіл у невеликих тарілках або мисочка, які часто встановлюються одна на одну. Яйця-баладо нерідко укладаються в досить високі пірамідки — такі конструкції особливо часто вибудовуються у вітринах паданзьких забігайлівок або на візках вуличних розносників.
У 2000-ні багато закладів громадського харчування стали практикувати виготовлення піци-баладо (індонез. pizza balado), інгредієнти якої готуються як баладо - зазвичай все разом, рідше - окремо. Ця страва досить швидко набула значної популярності не тільки на батьківщині баладо — Суматрі, а й за її межами: на Яві, Калімантані та інших регіонах Індонезії.